# 秦汉造船工场遗址
秦汉造船工场遗址，位于中国广州市中山四路市文化局内（今信德商务大厦）及原广州儿童公园（现南越國宮署遺址）一带。1975年，在此处发掘出秦汉时期颇具规模的造船工场。原址建造在灰黑色的粘土层上。汉代以来堆积形成一片东西长约300米的坡地。船台区有3个呈东西走向平行排列的造船台，最南方的是一号船台，估计长100米以上；2号和3号船台，因附近民居原因，未有开挖。遗址出土有秦半两钱、汉初半两钱、秦汉瓦当及西汉初年陶器等物。这处造船遗址经考证始建于秦始皇统一岭南时期，至西汉初的文、景期间废弃。这处造船工场的规模、造船材料的选择及船台的结构等都充分表明了兩多年前，广州的造船技术和造船生产能力已經达到極高的水平。1989年列入广州市文物保护单位，1998年与南越国宫署遗址及南越文王墓共同升为全国重点文物保护单位。現開挖部分已做永久回填保護。